# Spore: Galactic Adventures
Spore: Галактичні пригоди або Spore: Космічні пригоди (англ. Spore: Galactic Adventures) — багатожанрова однокористувацька гра, створена компанією Maxis і видана Electronic Arts. У Північній Америці вийшла 23 червня 2009 року, європейська версія була випущена 26 червня 2009 року.

## Ігровий процес
Spore: Галактичні пригоди є доповненням оригінальної гри Spore. У цій грі дослідження просторового космосу стають набагато цікавішими. Зробіть вашого капітана справжнім героєм. У грі Spore: Галактичні пригоди з'являється новий редактор — Редактор пригод, який ділиться на «Створення пригод» і «Зміну пригод», і це головна особливість доповнення. А в редакторах спорядження з'являється редактор зі спорядження капітана. У вашому розпорядженні 30 порожніх планет, які можна перетворити в сюжетну гру. У грі присутні 8 видів сюжетних ліній для ваших пригод. В галактичних пригодах можна створювати власні форми рельєфу, ставити об'єкти в будь-яке місце, збільшувати їх і зменшувати, а також підіймати вгору або вниз, просто взявши об'єкт з споропедії. Також можна висадити на планету з пригодою свою команду. Гравці зі всього світу можуть надрукувати свої пригоди на офіційному сайті гри.

## Редактор пригод
Як говорить Maxis, редактор пригод вони зробили максимально простим і зручним. В редакторі пригод є дві групи для створення пригоди: Конструктор з різними об'єктами з гри, і режим тераформування, для зміни рельєфу, температури, кольору, атмосфери планети і багато чого іншого. У конструкторі є кілька опцій об'єктів: Істоти — в якій будуть знаходитися всі живі організми з різних етапів гри. Техніка — в якій будуть різні види техніки: військова справа, економіка, релігія і колонія. Різні типи техніки: Наземна, повітряна, морська і космічна. Споруди — в ній будуть різні споруди: Ратуші, житлові будинки, заводи і розважальні центри. Також існують об'єкти, які зустрічаються на різних етапах гри, наприклад: маленький літак, з етапу «Цивілізація» перед підкоренням повітря і будівництвом повітряної техніки, джерело прянощі з етапів «Цивілізація» і «Космос», контейнери з прянощами, кістки з етапу «Істота», і так далі. Також в об'єктах є і різні кам'яні породи, і різні рослини. Опція з ігровими об'єктами охоплює, скажімо: Збільшувач здоров'я, телепорт, гранату і багато інших об'єктів. Звук є звучанням навколишнього середовища. Також можна підібрати музику до тієї або іншої сюжетної розв'язки. Є також опція ефектів — предметів до яких можна доторкнутися, наприклад: Метелики, веселка, вогні міста і так далі. В режимі тераформування є все щоб змінити ландшафт планети.

## Види Екіпірування

### Екіпірування воїна
- Ножовий кастет — Функція: Енергетичний удар (завдає шкоди всьому, що знаходиться навколо атакуючої істоти)
- Плазматичний пульс — Функція: Пульсація
- Блискавконосець — Функція: Удар блискавкою (завдає шкоди і приголомшує, якщо це істота)
- Ракетниця — Функція: Ракетний залп (завдає шкоди по площі при попаданні)

Всю екіпіровку можна збільшити до 3-го рівня.
Шкоди, яка завдається спорядженням воїна
| Назва спорядження  | Замінний навик істоти (якщо є) | Рівень 1 | Рівень 2 | Рівень 3 |
| ------------------ | ------------------------------ | -------- | -------- | -------- |
| Ножовий кастет     | Укус                           | 30       | 50       | 90       |
| Плазматичний пульс | Плювок                         | 20       | 35       | 55       |
| блискавконосець    | Удар                           | 35       | 70       | 115      |
| Ракетниця          | Удар з розбігу                 | 35       | 60       | 90       |

### Екіпірування шамана
- Отруйний кристал — Функція: Отруєний клинок (наносить спочатку відразу 10 од. шкоди, потім 40 — поступово; завдає 5 од. шкоди техніці та будівлям)
- Інсектатор — Функція: Виклик комах (наносить спочатку відразу 10 од. шкоди, потім 40 — поступово, при цьому ворог починає панікувати і тікати від комах; завдає 25 од. шкоди техніці та будівлям)
- Крижана пов'язка — Функція: Атака льодом (Заморожує на 7 секунд, не використовується проти споруд і техніки)
- Гіпнокристал — Функція: Гіпноз (Робить ворога союзником на 15 секунд, не використовується проти споруд, техніки і істот-монстрів)

Вся Екіпірування 1-го рівня
Заміна базових навичок істоти при використанні спорядження шамана
| Назва спорядження | Замінний навик істоти |
| ----------------- | --------------------- |
| Отруйний кристал  | Укус                  |
| Інсектатор        | Плювок                |
| Крижана пов'язка  | Удар                  |
| Гіпнокристал      | Удар з розбігу        |

### Екіпірування вченого
- Кишеньковий генератор — Функція: Відновлення енергії 1-го рівня (15 од. енергії в секунду)
- Кишенькова батарея — Функція: Накопичувач енергії 1-го рівня (запас енергії 1500 од.)
- Електрогенератор — Функція: Відновлення енергії 2-го рівня (20 од. енергії в секунду)
- Електробатарея — Функція: Накопичувач енергії 2-го рівня (запас енергії 2000 од.)

### Екіпірування еколога
- Енергетик — Функція: Відновлення здоров'я 1-го рівня (1 од. здоров'я в секунду)
- Підсилювач — Функція: Зміцнювач здоров'я 1-го рівня (+100 од. здоров'я)
- Суперенергетик — Функція: Відновлення здоров'я 2-го рівня (2 од. здоров'я в секунду)
- Мегапідсилювач — Функція: Зміцнювац здоров'я 2-го рівня (+200 од. здоров'я)

### Екіпірування дипломата
- Плащ герцога — Функція: Пісня гармонії
- Щит принца — Функція: Граціозний вальс
- Кільце короля — Функція: Королівська чарівність
- Мантія імператора — Функція: Чарівна поза

Вся Екіпірування 1-го рівня

### Екіпірування барда
- Арфонатор — Функція: Надихаюча пісня
- Заводилуси — Функція: 22 танець
- Синергізатор — Функція: Голограммер
- Конфеттітор — Функція: Позування з конфетті

Всю екіпіровку можна збільшити до 3-го рівня

### Екіпірування торговця
- Прискорювач — Функція: Ривок (біг)
- Антиграв — Функція: Стрибок і політ
- Маскувальний шолом — Функція: Невидимість
- Пусковик — Функція: Мегастрибок (політ)

Вся Екіпірування 1-го рівня

### Екіпірування фанатика
- Зберігач — Функція: Бойовий обладунок (знімає 25 % завдаваного збитку, без використання енергії)
- Огороджувач — Функція: Генератор аури (знімає 50 % завдаваного збитку, якщо є достатньо енергії)
- Силовий щит — Функція: Силова броня (знімає весь завдаваний збиток, якщо є достатньо енергії)
- Відбивач — Функція: Поглинання енергії (знімає 10 % завдаваного збитку, які перетворюються в енергію)

Вся Екіпірування 1-го рівня

### Бонус на етапі «Космос»
Якщо на етапі «Космос» зібрати всі 4 види Екіпірування однієї конкретної філософії, то буде доступний особливий навик цієї філософії
| Філософія | Особливий навик    |
| --------- | ------------------ |
| Воїн      | Заклик до бою      |
| Шаман     | Зворотний квиток   |
| Вчений    | Гравітаційна хвиля |
| Еколог    | Масове викрадення  |
| Дипломат  | Статичний заряд    |
| Бард      | Задушевна пісня    |
| Торговець | Вливання капіталу  |
| Фанатик   | Несамовитість      |

## Цікаві факти
- Вся Екіпірування не варта запасу грошей, як інше спорядження.
- В редакторі істот з'являються деталі будови, колір, дії та фони як в «Spore: Моторошні і милі».
- Також, перед новою грою за етап «Космос» картинка змінюється: В оригінальному Spore просто зображений космічний корабель Maxis «Місячний загарбник 19». В Spore: Галактичні пригоди, зображений капітан, який спускається на планету — пригода з цього ж корабля.
- В головному меню гри — галактиці, почнуть літати різні збережені космічні кораблі, в той час, як в оригінальному Spore на тлі — галактики кораблі не літали.
- Вся техніка в пригодах, навіть попри те, що вона може бути торговельної або релігійної, поводитися як військова (самонавідні ракети у наземної і морської техніки, кольорові лазери в повітряної техніки і НЛО).